# Verdețuri de Provence
Verdețurile de Provence sunt un amestec de ierburi mediteraneene, care conține rozmarin, pătrunjel, cimbrișor, busuioc, măghiran, cimbru, oregano și leuștean. După cum o arată și numele, este un amestec specific zonei de sud a Franței.